# Laguna di Mistras
La laguna di Mistras  è una zona umida situata nel comune di Cabras, in prossimità della costa occidentale della Sardegna.
Già dagli anni settanta inserito nella lista delle zone umide di importanza internazionale predisposta sulla base della convenzione di Ramsar, con le direttive comunitarie n. 92/43/CEE "Habitat" e n. 79/409/CEE "Uccelli" viene riconosciuta  sito di interesse comunitario (SIC ITB030034) e zona di protezione speciale (ZPS ITB034006).
Nella laguna viene esercitata l'attività di pesca professionale a diverse specie ittiche tra cui cefali, orate, spigole, saraghi, sogliole e granchi.